# Carlos Domínguez-Nieto
Carlos Domínguez-Nieto (* 9. Mai 1972 in Madrid) ist ein spanischer Dirigent. Er ist Chefdirigent und künstlerischer Leiter des „Orquesta de Córdoba“ in Spanien und künstlerischer Leiter des Kammerorchesters „concierto münchen“.

## Leben und Karriere
Domínguez-Nieto begann sein Interesse für Musik schon im frühen Alter von drei Jahren zu entwickeln. Er studierte Klavier, Violoncello, Komposition und Dirigieren in Madrid, in Wien u. a. bei Leopold Hager und in Salzburg bei Dennis Russell Davies und Jorge Rotter.
1995 debütierte er bei den Buenos Aires Philharmonikern am Teatro Colón. 1997 war er Dirigierassistent des Spanischen Bundesjugendorchesters und arbeitete dort mit Mstislav Rostropovich und András Ligeti zusammen. 1999 gewann er den Dirigentenwettbewerb des Budapest Festival Orchester und wurde Dirigierassistent des Orchesters bei Iván Fischer. Im selben Jahr gab er sein Debüt an der Ungarischen Nationaloper in Budapest mit einem spanischen Galaprogramm. 2001 gewann er den 1. Preis beim 8. Internationalen Dirigenten-Wettbewerb in Lissabon.
In den vergangenen Jahren hat er sich ein breites Opernrepertoire erarbeitet und leitet Opernneuproduktionen in Europa und Amerika, von Salzburg (Der Freischütz) bis La Paz in Bolivien (Der Barbier von Sevilla). Er dirigierte das Ungarische Symphonie-Orchester, das Ungarische Nationalorchester, die Buenos Aires Philharmoniker, die Warschauer Philharmoniker, das Bruckner Orchester Linz, das Orquesta Metropolitana de Lisboa und zahlreiche Konzerte in Argentinien, Mexiko, Venezuela und in Spanien. In Deutschland ist er regelmäßig Gast bei der Staatskapelle Halle, beim Münchner Rundfunkorchester und den Münchner Symphonikern. In der Spielzeit 2008/09 debütierte er beim WDR Sinfonieorchester Köln mit Igor Strawinskis  Feuervogel und bei den Münchner Philharmonikern. Seit August 2009 war er Chefdirigent und von 2010 bis 2015 GMD am Landestheater Eisenach. Er ist Gründer und künstlerischer Leiter des Kammerorchesters concierto münchen.
Einspielungen liegen bei Sony-BMG und dem Bayerischen Rundfunk mit den Münchner Symphonikern, dem Münchner Rundfunkorchester und dem Orquesta Filarmónica de Gran Canaria vor.